# Groupon
Die Groupon, Inc. ist ein US-amerikanisches Unternehmen, das diverse Websites mit Rabatt-Angeboten betreibt. Nach eigenen Angaben ist Groupon in 48 Ländern aktiv und hat mehr als 52 Millionen aktive Nutzer.
Der Unternehmensname ist ein Kofferwort aus Group und Coupon und deutet auf die Funktionsweise des Dienstes hin: Groupon bietet jeden Tag einen bestimmten Rabatt an, wenn sich genügend Interessenten zusammenfinden. Das Unternehmen erhält in diesem Fall eine Provision.
Die Angebote gelten jeweils für eine Stadt oder Region. Beim Start von Groupon im November 2008 war Chicago der erste Markt, gefolgt von Boston, New York City und Toronto. In Deutschland ist Groupon in mehr als 40 Städten und Regionen aktiv (Stand Januar 2011). Weltweit bedient das Unternehmen über 1000 Märkte.

## Geschichte
Andrew Mason startete die Website im November 2008, leitete das Unternehmen seit der Gründung als Chief Executive Officer und trat am 28. Februar 2013 zurück.
In Deutschland übernahm Groupon im Mai 2010 MyCityDeal. MyCityDeal war ein Investment der Samwer-Brüder mit Holtzbrinck Ventures.
Im April 2010 investierte Digital Sky Technologies 135 Millionen US-Dollar in Groupon. Im Januar 2011 schloss das Unternehmen eine Finanzierungsrunde mit 950 Millionen Dollar ab. Zu den Geldgebern zählten Investmentfirmen wie Kleiner Perkins Caufield & Byers, Greylock Partners und Andreessen Horowitz.
Im Jahr 2010 suchte das Unternehmen einen Kandidaten, der ein ganzes Jahr ausschließlich von Groupon-Coupons leben würde, und versprach einen Gewinn von 100.000 US-Dollar. Ausgerüstet mit einem unerschöpflichen Coupon-Zugang, verbrachte der US-Amerikaner Josh Stevens, ab dem 10. Mai 2010, 365 Tage damit, Gegenden zu bereisen, in denen Groupon Angebote bereithielt. Dabei dokumentierte „Groupawn“ Stevens seine Erfahrungen in einem Onlineblog.
Im Dezember 2010 lehnte Groupon ein Übernahmeangebot von Google in Höhe von rund 6 Milliarden Dollar ab. Anfang November 2011 ging das Unternehmen mit einem Wert von etwa 13 Mrd. € an die Börse. Im Geschäftsjahr 2011/12 machte Groupon einen Verlust von 351 Millionen Dollar.
Seit Februar 2013 wird eine große Anzahl von Spam-Mails an Adressen geschickt, mit denen sich Nutzer bei Groupon bzw. CityDeal registriert hatten. Die Aufklärung der Ursache, wie zum Beispiel Datenklau oder -verkauf steht nach Aussagen von Groupon noch aus.
Nach der Übernahme des Essenslieferdienstes OrderUp startete Groupon am 30. Juli 2015 in den USA den Essenslieferdienst Groupon To Go.
Am 3. November 2015 gab Groupon den sofortigen Rücktritt von Eric Lefkofsky als CEO bekannt. Neuer CEO wurde der bisherige Chief Operating Officer Rich Williams, der diese Rolle seit Juni 2015 bekleidete. Eric Lekofsky wurde Chairman of the Board.

## Kritik
Die offerierten Rabatte wurden von einer regionalen Verbraucherzentrale als Lockangebote gewertet. Zudem wurde Groupon vor allem in den USA, aber auch in Deutschland von Kooperationspartnern kritisiert. Insbesondere die Vertragskonditionen und Provisionen von durchschnittlich 50 Prozent sind dabei oft Anlass zur Kritik. Zudem wird auf die auf den Bruttopreis bezogene Provision bei der Abrechnung noch einmal Mehrwertsteuer erhoben, wodurch der effektive Provisionssatz höher ist, als dem Kooperationspartner beim Vertragsabschluss suggeriert wird. Für die Kooperationspartner ist der Erfolg nicht selten zweifelhaft. Oftmals lassen sich bei zugleich minimierter Rendite nur wenige Käufer als regelmäßige Kunden gewinnen, weshalb einem sprunghaft erhöhten Umsatz nur ein geringer Gewinnanstieg gegenübersteht, während der versprochene Marketingeffekt ausbleibt.
Die Wirtschaftswoche sprach im März 2011 eine „Warnung vor Rabatt-Webseiten“ aus. Im März 2012 rügte die britische Wettbewerbsbehörde Office of Fair Trading Groupon, unter anderem durch unkorrekte Preisangaben Verbraucherrechte verletzt zu haben. Die US-Börsenaufsicht United States Securities and Exchange Commission ermittelt gegen Groupon, weil die Firma ihre Geschäftszahlen mehrfach nachträglich nach unten korrigieren musste, darunter die ersten Quartalszahlen nach dem Börsengang.
Der Spiegel berichtete im August 2012 kritisch über Groupon.
Im Januar 2016 zog sich Groupon aufgrund von schlechten Geschäftszahlen aus der Schweiz, Österreich, Portugal und der Ukraine zurück.

## Rechtliche Aspekte
Mit den zivilrechtlichen Rechtsfragen bei Gutscheinkäufen auf Online-Gutscheinplattformen befasst sich ausführlich der Aufsatz Dienst/Scheibenpflug, JurPC Web-Dok. 147/2012, Abs. 1 - 103.
Der Beitrag untersucht die Rechtsnatur des Online-Gutscheins, den Inhalt und die Vertragsparteien des Gutscheingeschäfts. Daneben gibt er einen Überblick über rechtliche Einzelaspekte des Couponing mit Fokus auf verbraucherrechtliche Fragestellungen. Im Fokus stehen dabei insbesondere der Entfall von Restbeträgen bei nur teilweiser Einlösung und die Beschränkung des Gültigkeitszeitraums eines Gutscheins.
Zu Gültigkeitsfristen von Gutscheinen von Groupon haben bisher das AG Köln und das LG Berlin Stellung bezogen. Die Wirksamkeit der Befristung von über Gutscheinplattformen erworbenen Gutscheinen analysiert der Beitrag Dienst/Scheibenpflug, Verbraucher und Recht 2013, 83. Die Autoren gehen davon aus, dass bei stark rabattierten Leistungsgutscheinen im Einzelfall sogar die Festlegung eines Gültigkeitszeitraums von weniger als drei Monaten angemessen sein kann.